# Pylartes subcostalis
Pylartes subcostalis là một loài bướm đêm trong họ Crambidae.